# The Nomad Soul
The Nomad Soul (engl. Originaltitel Omikron: The Nomad Soul) ist ein Computerspiel, das von Quantic Dream entwickelt und von Eidos Interactive für Microsoft Windows und Dreamcast veröffentlicht wurde. Anfangs war eine PlayStation-Version geplant, die wegen der nicht ausreichenden Hardwareleistung jedoch abgebrochen wurde. Der Soundtrack wurde von David Bowie komponiert.

## Handlung
Zu Beginn des Spieles macht man Bekanntschaft mit dem omikroanischen Polizisten Kay'l 669. Dieser stellt die Bitte, ihm in eine Paralleldimension nach Omikron zu folgen (das Omikron ist das kleine o im griechischen Alphabet). Omikron liegt auf dem Planeten Phaeon, dem zweiten Planeten des Sternes Rad'an. Kay'l bietet dem Spieler die Möglichkeit an, seine Seele in Kay'ls Körper zu transferieren, solange man in Omikron unterwegs ist. Doch kaum in Omikron angekommen, wird die Spielfigur von einem Dämon überfallen, der die Seele von Kay'l raubt, ihn verletzt und ohne jede Erinnerung zurücklässt. Ab diesem Zeitpunkt fängt er die Suche nach sich selbst an, die Suche nach dem eigenen Ich.

## Spielprinzip und Technik
Der Spieler übernimmt zuerst den Körper des Polizisten Kay'l. Falls dieser stirbt, wird das Spiel mit einer anderen Figur fortgesetzt. Jede Figur hat besondere Fähigkeiten und Eigenschaften, welche der Spieler mit Bedacht einsetzen muss, um das Ziel des Spieles zu erreichen. An manchen Stellen ist es sogar erforderlich, den Körper zu tauschen. Bei einem Tausch verliert der Spieler jedoch sämtliche Gegenstände und neu erworbene Kampftechniken. Insgesamt stehen dem Spieler zwölf Körper zur Auswahl, jedoch nur eine Seele und ein Charakter.
Als eines der ersten Computerspiele bietet The Nomad Soul dem Spieler völlige Bewegungsfreiheit in der Spielwelt. Dabei kann ein beliebiges Gebäude betreten und jede Person in ein Gespräch verwickelt werden. Insgesamt sind es mehr als 100 sprechende Figuren. Die Aufnahmen der Bewegungen sämtlicher Personen wurden mit Motion Capturing erstellt.

## Produktionsnotizen
Für die deutsche Fassung wurde eine aufwändige Sprachausgabe erstellt, unter anderem mit den deutschen Synchronstimmen von Al Pacino, Kevin Costner, Bruce Willis, Jean Reno und Pamela Anderson. Eine weitere Besonderheit an The Nomad Soul ist der Soundtrack. David Bowie wirkte daran aktiv mit und steuerte sechs komplett neue Songs bei. Außerdem spielt Bowie selbst zwei Charaktere im Spiel.

## Rezeption
Omikron: The Nomad Soul erzielte in der Presse überwiegend positive Wertungen. Aus 31 Tests aggregiert die Rezensionsdatenbank GameRankings einen Wert von 75 %. GameSpot kritisierte, dass das Spiel die drei Genres Adventure, Fighting Game und Ego-Shooter nur „mit begrenztem Erfolg“ kombiniere, da das Spiel zwar gut aussehe, die einzelnen Genreelemente jedoch oberflächlich und teils schlecht implementiert wirkten und sich nicht zu einem einheitlichen Ganzen zusammenfügten.